# Dhaura Tanda
Dhaura Tanda là một thị xã và là một nagar panchayat của quận Bareilly thuộc bang Uttar Pradesh, Ấn Độ.

## Nhân khẩu
Theo điều tra dân số năm 2001 của Ấn Độ, Dhaura Tanda có dân số 20.494 người. Phái nam chiếm 52% tổng số dân và phái nữ chiếm 48%. Dhaura Tanda có tỷ lệ 47% biết đọc biết viết, thấp hơn tỷ lệ trung bình toàn quốc là 59,5%: tỷ lệ cho phái nam là 55%, và tỷ lệ cho phái nữ là 39%. Tại Dhaura Tanda, 20% dân số nhỏ hơn 6 tuổi.